# Pangrapta franeyae
Pangrapta franeyae är en fjärilsart som beskrevs av Pierre E.L. Viette 1979. Pangrapta franeyae ingår i släktet Pangrapta och familjen nattflyn. Inga underarter finns listade i Catalogue of Life.